# Fruegölen
Fruegölen är en sjö i Sävsjö kommun i Småland och ingår i Lagans huvudavrinningsområde. Sjön är 5,2 meter djup, har en yta på 0,008 kvadratkilometer och är belägen 283 meter över havet.